# ノーマン・ブレイク
ノーマン・ブレイク（Norman Blake, 1938年3月10日 - ）は、アメリカ合衆国のブルーグラス、カントリー音楽、フォークのギタリスト。

## 来歴
ドク・ワトソン、ダン・クレアリー、トニー・ライス、クラレンス・ホワイトなどと並ぶ、フラットピッキング・ギターの名手。
フラットマンドリンも演奏する。妻のナンシー・ブレイクと共演する事が多い。活動開始時期は、初のソロアルバム「Norman Blake：Home in Sulphuer Springs」（TRIO RECORDS, Rounder records PA-8105）の日本語版ライナーノート（島田耕によるもの）に、1954年の16歳の時のディキシーランド・ドリフターズへの参加をスタートとする記述があり、その情報に合わせた。それ以降、ソロ・プレイヤー、ソングライターの面も持つが、スタジオ・ミュージシャンとしても多数のセッションをしている。
初のソロ・アルバム「Norman Blake：Home in Sulphuer Springs」には、祖母から教わった「スパニッシュ・ファンダンゴ」（オープンGチューニングで演奏）も収録されている。
カーター・ファミリーから抜けたジューン・カーターの伴奏を1960年から行っている。（いずれもライナーノートにて確認）
伴奏を担当していたのは短期間だったが、後に恩人となるジョニー・キャッシュと知り合った、最初の時期でもある。（ライナーノートにて確認）
ブレイクが兵役を終え、キャッシュの元でドブロギターを弾き、気に入られた事もあって、キャッシュに推薦されて、ボブ・ディランのアルバム「ナッシュビル・スカイライン」に参加。このアルバムに収録されている「ナッシュビル・スカイライン・ラグ」の演奏で有名になった。（COLUMBIA CK 9825 BOB DYLAN-NASHVILLE SKYLINE）
この「ナッシュビル・スカイライン」への参加をブレイクのミュージシャンとしての本格的なスタートとみる場合もある。（ライナーノートより）
有名なセッションへの参加にはニッティ・グリッティ・ダート・バンドとの「Will The Circle Be Unbroken」（邦題は「永遠の絆」）」（1972年10月発売）があり、他にロイ・エイカフ、マール・トラヴィス、ドク・ワトソン、"マザー"・メイベル・カーター（カーター・ファミリー）、ジミー・マーティン、ヴァッサー・クレメンツ、アール・スクラッグスなども参加している。（UNITED Artists Records Inc CXF-2071～３）
ドク・ワトソンの存命中には、テルライド・フェスティバルで、ワトソン、ダン・クレアリー、ブレイクの3人のギターに、サム・ブッシュのフィドルを加えたブラック・マウンテン・ラグの演奏が行われた。アルバム「テルライヴ／1979年テルライド・フェスティバル・ライブ」に収録されている。（TRIO RECORDS AW-2089）、原題は「tellulive 1979 TELLURIDE BLUEGRASS & COUNTRY Music FESTIVAL」
映画『オー・ブラザー!』（2000年公開のアメリカ映画 、Pioneerよりデラックス版DVD（PIBF-7329）リリース）の音楽にも参加。